# Ploranera turdina bronzada
La ploranera turdina bronzada (Schiffornis aenea) és un ocell de la família dels titírids (Tityridae). Es troba a Equador i Perú. El seu hàbitat són els boscos tropicals i subtropicals de frondoses humits de les terres baixes i de l'estatge montà. El seu estat de conservació es considera de risc mínim.